# Пјадена
Пјадена (итал. Piadena) је насеље у Италији у округу Кремона, региону Ломбардија.
Према процени из 2011. у насељу је живело 3432 становника. Насеље се налази на надморској висини од 32 м.

## Становништво
Према резултатима пописа становништва 2011. у општини је живело 3.580 становника.
| 1931. | 1936. | 1951. | 1961. | 1971. | 1981. | 1991. | 2001. | 2011. |
| ----- | ----- | ----- | ----- | ----- | ----- | ----- | ----- | ----- |
| 3.532 | 3.672 | 3.875 | 3.834 | 3.781 | 3.816 | 3.623 | 3.516 | 3.580 |